# Freiwilliges Soziales Jahr
Das Freiwillige Soziale Jahr (FSJ) ist ein sozialer Freiwilligendienst in Deutschland, der in gemeinwohlorientierten Einrichtungen geleistet wird, insbesondere in Einrichtungen der Wohlfahrtspflege, in Einrichtungen der Kinder- und Jugendhilfe, einschließlich der Einrichtungen für außerschulische Jugendbildung und Einrichtungen für Jugendarbeit, in Einrichtungen der Gesundheitspflege, in Einrichtungen der Kultur und Denkmalpflege oder in Einrichtungen des Sports. In kleinerem Ausmaß gibt es den Dienst unter der Bezeichnung Freiwilliges Sozialjahr in Österreich. 
Es wird, im Gegensatz zum Bundesfreiwilligendienst, von Jugendlichen im Alter von 16 bis 26 Jahren als überwiegend praktische Hilfstätigkeit geleistet, die an Lernzielen orientiert ist. Im Bereich der evangelischen Kirche wird es auch als Diakonisches Jahr bezeichnet. 
Die rechtlichen Rahmenbedingungen für das freiwillige soziale Jahr (FSJ) sind in Deutschland im Jugendfreiwilligendienstegesetz (JFDG) geregelt.

## Deutschland

### Geschichte
Die Wurzeln des freiwilligen sozialen Jahres sind bei der evangelischen und katholischen Kirche zu finden. Hermann Dietzfelbinger, Leiter der Diakonissenanstalt Neuendettelsau und späterer Landesbischof von Bayern, rief 1954, im hundertsten Jahr des Diakoniewerkes, zum Freiwilligen Diakonischen Jahr auf. Dieser Aufruf richtete sich an junge Frauen, die freiwillig einen Dienst an den Kranken und Pflegebedürftigen leisten würden, ohne Diakonissen zu werden:
„Ihr jungen, gesunden Menschen von 18 Jahren ab, gebt ein Jahr Eures Lebens zum Dienst für sie! […] Man lebt nicht bloß vom Verdienen. Ihr werdet Euer Auskommen haben und ein Taschengeld, von dem man gut leben kann. Auch warten Menschen auf Euch, die Euch in eine Gemeinschaft des Lebens aus dem Wort, des Dankes und Lobes aufnehmen möchten.“
Gertrud Rückert initiierte 1962, ebenfalls in Bayern, für das Augustinum den „Philadelphischen Dienst“. Damit wollte sie Abiturientinnen vor dem Studium mit einem freiwilligen sozialen Jahr die Möglichkeit zur persönlichen und beruflichen Orientierung bieten. Damals ein völlig neues Konzept und ein Vorläufermodell des später bundesweit gesetzlich verankerten freiwilligen sozialen Jahres. Für ihr soziales Engagement wurde Rückert 2003 mit dem Bayerischen Verdienstorden ausgezeichnet.
Von katholischer Seite wurde seit ca. 1961 „das Jahr für die Kirche“ durchgeführt.
Am 14. Februar 1963 brachten die Regierungsfraktionen der CDU/CSU und FDP den Entwurf eines Gesetzes zur Förderung eines freiwilligen sozialen Jahres in den Bundestag ein. Nach parlamentarischer Beratung und nach Durchführung eines Vermittlungsverfahrens trat das Gesetz schließlich am 1. April 1964 in Kraft. Die institutionelle Förderung des freiwilligen sozialen Jahres besteht 2014 somit seit 50 Jahren. Durch das Gesetz wurden junge Menschen zwischen 17 und 24 Jahren im freiwilligen sozialen Jahr materiell mit Auszubildenden gleichgestellt.
Bis zur Aussetzung der Wehrpflicht und somit auch des Zivildienstes im Jahr 2011 war nach § 14c des Zivildienstgesetzes der Bundesrepublik Deutschland das freiwillige soziale Jahr auch als Wehrersatzdienst anerkannt. Außerhalb des Spannungs- oder Verteidigungsfalls hat diese Vorschrift jedoch keine praktische Bedeutung mehr.

### Organisation des FSJs

#### Träger, Einsatzstelle, Finanzielles
Das FSJ wird von einem zugelassenen Träger durchgeführt. Zugelassen sind u. a. Jugendverbände, Wohlfahrtsverbände, Religionsgemeinschaften sowie Bund, Länder und Gemeinden. Ein Einsatz erfolgt nur an Einsatzstellen, die vom Träger zuvor anerkannt wurden. Beispiele siehe unter Anzahl der Freiwilligen, Bereiche und Einrichtungen. Von einem Träger werden oft viele Einsatzstellen koordiniert. Der Träger ist vielfach neben den Einsatzstellen auch in pädagogischer, organisatorischer und insbesondere rechtlicher Hinsicht eingebunden.
Grundlage des FSJ ist eine vor Beginn des Dienstes zu schließende schriftliche Vereinbarung zwischen dem Träger und dem Freiwilligen. An der Vereinbarung kann auch die Einsatzstelle beteiligt sein, wenn die Einsatzstelle die Geld- und Sachleistungen für Unterkunft, Verpflegung, Arbeitskleidung und Taschengeld auf eigene Rechnung übernimmt. Zahlungen der Einsatzstelle an den Träger für die Vermittlung oder Begleitung des Freiwilligen erfolgen häufig in Form einer Einsatzstellenpauschale. Sie sind nicht Gegenstand dieser Vereinbarung. Sozialversicherungsbeiträge und Beiträge für die Berufsgenossenschaft (BG)/gesetzliche Unfallversicherung sind meist von der Einsatzstelle direkt abzuführen. So entstehen der Einsatzstelle je FSJler (regional allerdings sehr unterschiedlich) monatliche Kosten in einer Größenordnung von etwa 500 bis über 1000 Euro.
Die Träger des FSJ werden vom Bund gefördert, in einigen Bundesländern, z. B. in Bayern auch vom Land. Der Bayerische Oberste Rechnungshof hat 2017 festgestellt, dass es bei Trägern, die 54 % der geförderten FSJ-Plätze in Bayern betreuten, zu Überfinanzierungen gekommen war (Stand: 2013/2014); die Einnahmen waren zusammen mit der Förderung durch den Bund und den Freistaat Bayern also höher als die Ausgaben.

#### Arbeitszeit und Vergütung
Die Arbeitszeit während des Dienstes richtet sich nach den Gegebenheiten der Einsatzstelle, ist allerdings durch die in öffentlichen Tarifen vereinbarten Wochenstundenregelungen begrenzt. In der Regel sind es vergleichbar einer Vollzeitbeschäftigung etwa 39 Stunden pro Woche. Außerdem ist es möglich, das FSJ in Teilzeit (mehr als 20 Stunden pro Woche) zu absolvieren. Die Darlegung eines berechtigten Interesses ist ab dem 29. Mai 2024 nicht mehr erforderlich.
Die finanzielle Vergütung (Taschengeld, Verpflegung, Unterkunft, Fahrtkostenerstattung) variiert stark von Träger zu Träger, selten auch zwischen den Einsatzstellen beim selben Träger. Unterkunft und Verpflegung werden, wenn nicht gestellt, dann finanziell vergütet (Einsatzstellen sind nicht verpflichtet eine Unterkunft anzubieten).
Das Jugendfreiwilligendienstegesetz limitiert die Höhe des Taschengelds auf einen angemessenen Betrag von 8 Prozent der in der allgemeinen Rentenversicherung geltenden Beitragsbemessungsgrenze (§ 159 des Sechsten Buches
Sozialgesetzbuch). Bei einem FSJ in Teilzeit ist das Taschengeld zu kürzen. Ein Rechtsanspruch auf Vergütung oder Erstattung für Verpflegung oder Unterkunft besteht jedoch nicht.
Freiwillige erhalten außerdem einen Freiwilligenausweis, durch den sie bei verschiedenen Stellen Vergünstigungen in Anspruch nehmen können.

#### Kindergeldanspruch und Waisenrenten
Während des Freiwilligendienstes besteht für unter 25-Jährige Anspruch auf Bezug von Kindergeld nach dem Bundeskindergeldgesetz (§ 2 Abs. 2 Satz 1 Nr. 2d BKGG). Die Altersgrenze für das Kindergeld wird nicht – wie bei Zivildienst- oder Wehrdienstleistenden – für einen der Dauer des freiwilligen sozialen Jahres entsprechenden Zeitraum angehoben, sondern der Bezug endet mit der Vollendung des 25. Lebensjahres.
Eine Waisen- oder Halbwaisenrente kann hingegen während des freiwilligen Jahres längstens zur Vollendung des 27. Lebensjahres des Kindes bezogen werden (§ 48 Abs. 4 Satz 1 Nr. 2 c SGB VI).

#### Pädagogische Begleitung
Das Jugendfreiwilligendienstegesetz sieht eine pädagogische Begleitung der Freiwilligen vor, welche durch den Träger geleistet wird. Neben der individuellen Betreuung der Teilnehmenden gehört hierzu insbesondere die Bildungsarbeit in Form von Seminaren. Es werden ein Einführungsseminar, ein oder zwei Zwischenseminare und ein Abschlussseminar durchgeführt, deren Mindestdauer je fünf Tage beträgt und zu den abzuleistenden Bildungstagen zählen. Die Gesamtdauer der Seminare und Bildungstage während eines FSJ beträgt bezogen auf ein zwölfmonatiges FSJ mindestens 25 Tage. Die Seminarzeit gilt als Dienstzeit und die Teilnahme an den Seminaren ist Pflicht. Die Freiwilligen wirken im Rahmen eines stark partizipatorischen Ansatzes an der inhaltlichen Gestaltung und der Durchführung der Seminare mit.
Je nach Einsatzgebiet und Träger erhalten die Freiwilligen eine gegebenenfalls notwendige Ausbildung oder Fortbildung. Im Sportbereich ist dies üblicherweise eine volle Übungsleiterausbildung und für einen Einsatz im Rettungsdienst die Ausbildung zum Rettungshelfer oder Rettungssanitäter. Diese Ausbildungen werden, je nach Träger, Einsatzstelle und Länge des FSJ anteilig oder meist voll bezahlt.

### Anzahl der Freiwilligen, Bereiche und Einrichtungen

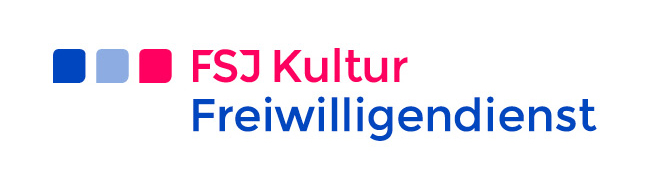
Logo Freiwilliges Soziales Jahr Kultur

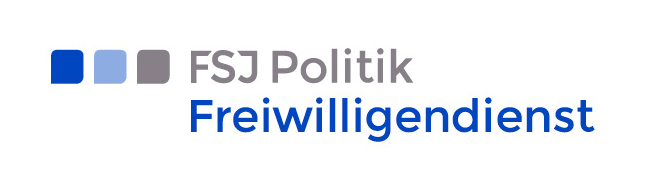
Logo Freiwilliges Soziales Jahr Politik

Das Logo des FSJ im Sport

Mögliche Einsatzbereiche sind vielfältig und alle sozial-karitativ oder gemeinnützig. Mit der Novellierung des FSJ-Gesetzes im Jahr 2002 wurden neue Einsatzbereiche geschaffen. Nunmehr ist es möglich, ein FSJ auch in den Bereichen Kultur, Sport, Politik, der Denkmalpflege, und, als Modell das FSJ-Digital (ab Herbst 2015 nur in Rheinland-Pfalz und Sachsen-Anhalt) zu absolvieren.
- FSJ im sozialen Bereich
- FSJ in der Kultur[15]
- FSJ im Sport[16]
- FSJ in der Politik[17][18][19][20]
- FSJ in der Denkmalpflege (kurz FJD)[21]
- FSJ im ökologischen Bereich (kurz FÖJ)
- Freiwilliges Soziales Jahr Schule

Konkret kann das soziale Jahr beispielsweise in folgenden Einrichtungen abgeleistet werden. Dabei ist man nicht an nur eine dieser Möglichkeiten gebunden, sondern kann je nach Einsatzstelle auch mehrere miteinander verbinden.
- Krankenhaus
- Alten- und Pflegeheim
- ambulanter Sozialdienst
- Denkmalpflegebehörde oder -verein
- Sportverein, Sportverband
- Kindergarten/Kindertagesstätte
- Einrichtung für Menschen mit einer Behinderung (zum Beispiel Behindertenwerkstatt)
- Sanitäts- und Rettungsdienst
- Kirchengemeinde
- Gedenkstätte
- Theater
- Museum
- Radio/Fernsehen
- Kulturvereine
- Archiv
- Jugendclub
- Jugendstrafvollzug in freien Formen[22]
- Förderschule
- Ganztagsschule[23]
- Jugendfeuerwehr im Kreisfeuerwehrverband
- Seemannsmissionen[24]

und viele mehr.

#### FSJ digital
Basierend auf dem Koalitionsvertrag der damaligen CDU/CSU/SPD-Regierung wurde zum Herbst 2015 als Modell das FSJ-digital in Rheinland-Pfalz und Sachsen-Anhalt eingeführt. Das Modell ist auf zwei Jahre begrenzt und wird in unterschiedlichen Konzepten durchgeführt. Während in Rheinland-Pfalz durch das Kulturbüro Rheinland-Pfalz ein trägeroffenes Konzept verfolgt wird, hat der DRK Landesverband Sachsen-Anhalt e. V. eigene Einsatzstellen eingerichtet, in denen eine Digitalisierung stattfinden soll.
Grundlage des FSJ digitals ist der Absatz „Digitale Bildung und Forschung – gerecht und innovativ“ des Koalitionsvertrags. Dort heißt es: „Wir befürworten ein ‚Modellprojekt Freiwilliges Soziales Jahr Digital‘, damit junge Menschen ihre technischen Fertigkeiten und Fähigkeiten im Umgang und in der Anwendung von neuen Medien in den Dienst von gemeinnützigen Einrichtungen stellen und diese bei der Umsetzung von digitalen Projekten und der Vermittlung von Medienkompetenz unterstützen.“ Am 25. Januar 2016 wurde das FSJ_digital in Rheinland-Pfalz offiziell durch Bundesarbeitsministerin Andrea Nahles und Ministerpräsidentin Malu Dreyer eröffnet.

#### Anzahl der freiwillig Engagierten beim FSJ
Bei den Trägern des Freiwilligen Sozialen Jahres wurden folgende Anzahl an freiwilligen Mitarbeitern gezählt (Stichtag jeweils am 1. Dezember):
| Jahr | Frauen in Prozent | Männer in Prozent | Diverse in Prozent | ohne Angabe in Prozent | Anzahl Frauen | Anzahl Männer | Anzahl Diverse | Anzahl ohne Angabe | Gesamtanzahl |
| ---- | ----------------- | ----------------- | ------------------ | ---------------------- | ------------- | ------------- | -------------- | ------------------ | ------------ |
| 2011 | 63,88 %           | 36,12 %           | –                  | –                      | 30.074        | 17.003        | –              | –                  | 47.077       |
| 2012 | 64,47 %           | 35,53 %           | –                  | –                      | 30.895        | 17.023        | –              | –                  | 47.918       |
| 2013 | 64,22 %           | 35,78 %           | –                  | –                      | 33.090        | 18.433        | –              | –                  | 51.523       |
| 2014 | 64,22 %           | 35,78 %           | –                  | –                      | 34.182        | 19.044        | –              | –                  | 53.226       |
| 2015 | 64,48 %           | 35,52 %           | –                  | –                      | 35.309        | 19.449        | –              | –                  | 54.758       |
| 2016 | 63,79 %           | 36,21 %           | –                  | –                      | 35.942        | 20.405        | –              | –                  | 56.347       |
| 2017 | 63,85 %           | 36,15 %           | –                  | –                      | 35.065        | 19.854        | –              | –                  | 54.919       |
| 2018 | 64,28 %           | 35,72 %           | –                  | –                      | 35.301        | 19.616        | –              | –                  | 54.917       |
| 2019 | 63,19 %           | 35,74 %           | 0,35 %             | –                      | 34.061        | 19.046        | 187            | –                  | 53.294       |
| 2020 | 64,85 %           | 34,87 %           | 0,28 %             | –                      | 34.584        | 18.596        | 151            | –                  | 53.331       |
| 2021 | 64,86 %           | 34,75 %           | 0,38 %             | –                      | 33.950        | 18.191        | 201            | –                  | 52.342       |
| 2022 | 64,64 %           | 34,00 %           | 0,59 %             | 0,78 %                 | 30.270        | 15.921        | 276            | 363                | 46.830       |
| 2023 | 65,60 %           | 33,27 %           | 0,68 %             | 0,45 %                 | 30.784        | 15.614        | 321            | 211                | 46.930       |
| 2024 | 65,29 %           | 33,24 %           | 0,78 %             | 0,69 %                 | 31.884        | 16.234        | 380            | 339                | 48.837       |

### Rechtliches

#### Dauer
Das freiwillige soziale Jahr dauert mindestens 6 und höchstens 18 Monate. Der Dienst kann ausnahmsweise bis zu einer Dauer von 24 Monaten geleistet werden, wenn dies im Rahmen eines besonderen pädagogischen Konzepts begründet ist.
Ist ein freiwilliges soziales Jahr zunächst auf weniger als 18 Monate abgeschlossen, kann (bei einem Einsatz im Inland) eine Verlängerung auf 15 Monate im Einverständnis mit dem Träger des freiwilligen sozialen Jahres erfolgen. Das freiwillige soziale Jahr kann auch im Ausland abgeleistet werden. Allerdings gibt es seit der Aussetzung der Wehrpflicht für das FSJ im Ausland keine Förderung mehr vom Bund. Bis dahin war es möglich, das FSJ Ausland als Wehrersatzdienst zu leisten. Stattdessen hat das Bundesministerium für Familie, Senioren, Frauen und Jugend einen neuen Internationalen Jugendfreiwilligendienst ins Leben gerufen.
Der Beginn wird von den jeweiligen Trägern festgelegt. Die Anfangszeiten liegen in der Regel zwischen August und Oktober eines jeden Jahres. Einige Träger bieten die Möglichkeit eines Quereinstiegs.

#### Bildungstage
Die Träger eines freiwilligen sozialen Jahres sind durch das Freiwilligendienstgesetz dazu verpflichtet, den Freiwilligen bei der Dauer eines 12 Monate andauernden Dienstes mindestens 25 Bildungstage zur Verfügung zu stellen, die von den Freiwilligen absolviert werden müssen, damit der Freiwilligendienst die Voraussetzungen für ein Bildungsjahr erfüllt. Je nach absolvierter Zeit im Freiwilligendienst, ist es auch möglich, mehr oder weniger Bildungstage abzuleisten. Die Freiwilligen sind nach dem Freiwilligendienstgesetz dazu verpflichtet, an den Bildungstagen teilzunehmen.

#### Sozialversicherung und Altersvorsorge
Wer ein freiwilliges soziales Jahr absolviert, erhält Versicherungsschutz für den Krankheits- und Pflegefall. Der Träger (oder die Einsatzstelle) übernimmt nach dem Sozialgesetzbuch IV die vollständigen Kosten für die Sozialversicherung (Arbeitnehmer- und Arbeitgeberanteil).
Die Zeit des freiwilligen sozialen Jahres wird für die Altersvorsorge angerechnet (Pflichtversicherung in der gesetzlichen Rentenversicherung.)
Die Freiwilligen sind rechtlich ähnlich gestellt wie Auszubildende.

#### Neue gesetzliche Grundlagen
Seit dem 1. Juni 2008 finden sich die Regelungen gemeinsam mit denen des freiwilligen ökologischen Jahres im Jugendfreiwilligendienstegesetz (JFDG). Soweit nicht einvernehmlich die Anwendung des neuen Rechts für damals bestehende Dienstverhältnisse vereinbart wird, galt für diese das alte Gesetz zur Förderung eines freiwilligen sozialen Jahres weiter.

## Österreich

### Geschichte
Das Freiwillige Sozialjahr (FSJ) in Österreich ist dem in Deutschland in vielen Bereichen sehr ähnlich. Es wird seit 1968 vom „Verein zur Förderung freiwilliger sozialer Dienste“ angeboten, der von den Organisationen Katholische Jungschar, Katholische Jugend, Pfadfinder und Pfadfinderinnen Österreichs, Kolping Österreich und der Jesuitenmission sowie verschiedener NGOs wie der Caritas und dem Roten Kreuz gegründet wurde. Seit 2012 ist die freiwillige Arbeit im Freiwilligengesetz geregelt. Der Verein hat seinen Sitz in Wien und sein Sekretariat in Linz. Regionalstellen befinden sich jeweils in Graz, Wien, Innsbruck und Salzburg. Während im Jahr 2012 ca. 300–400 FSJ-Freiwillige zu zählen waren, konnten 2020 bereits ca. 1.100 freiwillig Engagierte gemeldet werden.
Das Freiwilligengesetz wurde im Jahr 2012 vor der Durchführung der Volksbefragung zur Abschaffung der Wehrpflicht im Jahr 2013 auch deswegen umgesetzt, um das FSJ explizit nach dem Vorbild des Bundesfreiwilligendienstes (BFD) und des FSJ in Deutschland aufzubauen. Es war geplant, dass bis zu 8.000 FSJ-ler aufgenommen werden können, um im Falle der Einführung eines Berufsheeres die dann ausfallenden Zivildienstleistenden zu ersetzen. Ein Anreiz zur Teilnahme sollte die Anrechnung des FSJ-Freiwilligendienstes als Ersatz für den Eignungstest für das Medizinstudium sowie als Qualifikation in bestimmten Berufsbereichen dienen, ähnlich der Anrechnung der ECTS-Punkte bei der Absolvierung eines Freiwilligen Umweltjahres für bestimmte Studien. Beinahe 60 % der Stimmberechtigten waren schließlich doch für eine Beibehaltung der Wehrpflicht, weshalb diese Pläne nicht umgesetzt wurden.

### Teilnehmer
Das österreichische FSJ richtet sich an Personen ab 18. Jahren (in Ausnahmefällen ab 17. Jahren) und wird als Schnittstelle zwischen Schule, Ausbildung und Beruf gesehen. Im Gegensatz zum FSJ in Deutschland gibt es in Österreich allerdings keine Altersbeschränkung, das Konzept entspricht aber einem Jugendfreiwilligendienst und steht allen EU-Bürgern offen, Deutschkenntnisse sind allerdings eine Voraussetzung. Falls Ausbildungspflicht besteht, ruht diese während des freiwilligen Engagements. Während eines FSJ-Einsatzes arbeiten die Freiwilligen zehn bis zwölf Monate lang in einer sozialen Einrichtung mit, begleitet durch Bildungsmaßnahmen und pädagogischer Betreuung. Die Einsatzbereiche liegen hierbei in der Arbeit mit Menschen mit Behinderungen, alten Menschen, Kindern oder Jugendlichen beziehungsweise in einem anderen Bereich, wie zum Beispiel Arbeit mit obdachlosen Menschen.
Durchschnittlich sind den Ergebnissen einer Evaluierung aus 2015 nach die FSJ-Freiwilligen 19 Jahre alt, die jüngsten 16, die ältesten 34, 95 % sind Frauen und 5 % Männer. Die freiwillig Engagierten erhalten zu 96 % die Familienbeihilfe, zwei Drittel wohnen bei den Eltern und streben eine Ausbildung im Sozialbereich an.
| Jahr | Frauen | Männer  | Gesamt    |
| ---- | ------ | ------- | --------- |
| 2012 | N/A    | N/A     | 375       |
| 2013 | N/A    | N/A     | N/A       |
| 2014 | N/A    | N/A     | N/A       |
| 2015 | N/A    | N/A     | N/A       |
| 2016 | 822    | 145     | 0967      |
| 2017 | 819    | 195     | 1.014     |
| 2018 | 842    | 202     | 1.044     |
| 2019 | 908    | 234     | 1.142     |
| 2020 | N/A    | N/A     | ca. 1.100 |
| 2021 | 1.157  | ca. 350 | ca. 1.500 |
| 2022 | 1.136  | ca. 360 | ca. 1.500 |
| 2023 | N/A    | N/A     | N/A       |
| 2024 | N/A    | N/A     | ca. 1.700 |

### Anerkannte Trägerorganisationen
Derzeit (Stand: 2020) gibt es folgende anerkannte Trägerorganisationen, Anerkennungsjahr in Klammer:
- Verein Freiwilliges Sozialjahr (Verein FSJ) (2012)[45]
- Volkshilfe Oberösterreich (2012)[46]
- Diakonie Österreich (2012)[47]
- Soziale Berufsorientierung Vorarlberg (SBOV) (2013)[48]
- Arbeiter-Samariter-Bund Österreichs (ASBÖ) (2014)[49]
- Österreichisches Rotes Kreuz (ÖRK) (2015)[50]
- Aus- und Weiterbildungszentrum (AWZ Soziales) (2018)[51]

### Arbeitszeit und Vergütung
Die wöchentliche Arbeitszeit der Freiwilligen beträgt 34 Stunden. Für ihren Einsatz erhalten die FSJ-Teilnehmer ab 2023 ein monatliches Taschengeld von 500,- € und ein Klimaticket für die Dauer des Freiwilligendienstes. Zusätzlich besteht die Möglichkeit auf Bezug der Familienbeihilfe, sofern die Anspruchsvoraussetzungen gegeben sind.
Freie Unterkunft oder Fahrtkostenersatz für öffentliche Verkehrsmittel (wenn keine Unterkunft zur Verfügung steht) werden zur Verfügung gestellt.
Auch kostenlose, begleitende Seminare zur Reflexion des Einsatzes und zur Weiterbildung zählen zu den Leistungen, die das FSJ seinen Teilnehmern bietet.

### Einsatzbereiche
Die Einsatzbereiche von FSJ-Freiwilligen sind unter anderem in diesen Bereichen:
- Rettungswesen
- Sozial- u. Behindertenhilfe
- Betreuung von Drogenabhängigen
- Betreuung von Gewalt betroffenen Menschen
- Betreuung von Geflüchteten und Vertriebenen
- Betreuung von Menschen ohne Wohnsitz
- Kinderbetreuung
- Arbeit mit Kindern
- Arbeit mit Jugendlichen
- Arbeit mit Senioren
- Krankenanstalten

### Anrechenbarkeit des FSJ

#### Bildungsbereich
Im Gegensatz zum Freiwilligen Umweltjahr (FUJ) für den ECTS-Punkte für weiterführende Universitätsstudien gesammelt werden können, gibt es beim FSJ keine formale Anrechnung auf eine weitere Ausbildung, allerdings haben Absolventen des FSJ Vorteile in Aufnahmeverfahren an einigen Fachhochschulen oder Ausbildungsstätten für Gesundheitsberufe.

#### Wehrersatzdienst
Seit 2016 ist die Ableistung des FSJ für Männer als Wehrersatzdienst anstelle des Zivildienstes möglich, zu den zum Teil besseren Konditionen des FSJ und ist im Gegensatz zum neunmonatigen Zivildienst bis zum 28. Lebensjahr aufschiebbar.

### Außerordentliches FSJ
Analog zum „außerordentlichen Zivildienst“ besteht in Krisenzeiten die Möglichkeit ein „außerordentliches FSJ“ zu absolvieren. Es steht allen Frauen und Männern für die Dauer von einem bis neun Monaten offen, die schon einmal ein FSJ abgeschlossen haben. Die Dienstzeiten, Dienststellen, das Taschengeld und die Versicherung stimmen mit den Bedingungen beim regulären FSJ überein.

## Ähnliche Dienste
- Anderer Dienst im Ausland
- weltwärts – Entwicklungspolitischer Freiwilligendienst des BMZ
- Europäischer Freiwilligendienst
- Freiwilliges Ökologisches Jahr, Gemeinnütziges Bildungsjahr
- Freiwilliges Jahr in der Denkmalpflege
- Freiwilliges Soziales Jahr Kultur
- Freiwilliges Soziales Jahr Schule
- Freiwilliges Soziales Jahr Politik
- Bundesfreiwilligendienst Kultur und Bildung
- Zivildienst
- kulturweit – der Freiwilligendienst des Auswärtigen Amts in Kooperation mit der Deutschen UNESCO-Kommission
- BSJ – Berufsvorbereitendes Soziales Jahr
- Internationaler Jugendfreiwilligendienst